# Efecto Poynting-Robertson

Ilustración del efecto Poynting-Robertson

El efecto Poynting-Robertson es un proceso por el cual las partículas de polvo interplanetario se mueven lentamente en espiral hacia el Sol por causa de la radiación solar. Esto se debe a que el movimiento orbital de los granos de polvo es contrarrestado por la componente de la presión de radiación tangente a dicho movimiento.

## Interpretación
El efecto puede ser interpretado de dos maneras, dependiendo del sistema de referencia desde donde se lo describa.
Desde la perspectiva del grano de polvo, la radiación del Sol parece provenir de un ángulo levemente inclinado hacia la dirección de movimiento (ver aberración de la luz); por lo tanto, la absorción de esta radiación incidente por parte del grano (en otras palabras, la transferencia de impulso de aquella a éste) se traduce en una fuerza neta que se opone a su movimiento orbital. Esta acción es lenta, pues el ángulo de aberración es muy pequeño (la radiación solar se desplaza a la velocidad de la luz y la partícula se desplaza a una velocidad muy inferior). 
Desde la perspectiva del Sol (sistema de referencia en reposo), el grano de polvo absorbe la totalidad de la luz solar que recibe desde la dirección radial, perpendicular a su movimiento y, por lo tanto, su momento angular no cambia; sin embargo, al absorber fotones adquiere masa (equivalencia masa-energía), por lo que para conservar el momento angular debe disminuir su distancia al Sol. 
Considerando la reemisión de la energía absorbida por el grano, notar que en el primer caso (vista desde el grano) dicha reemisión es isotrópica (igual en todas direcciones), y no afecta el movimiento. Pero vista desde el Sol la reemisión es anisotrópica y los fotones se «llevan» momento angular de la partícula, pérdida que debe compensarse con el acercamiento al Sol.
La acción descrita es muy lenta, aunque su efecto es acumulativo con el tiempo: si una partícula de algunos micrómetros (μm) está situada a una distancia del Sol equivalente a la órbita terrestre (una unidad astronómica), necesitará unos siete mil años para completar la espiral hacia el Sol. En partículas muy pequeñas (del orden de una fracción de μm o menos) predomina la presión de la radiación del Sol y tienen, por lo tanto, movimientos hacia afuera. El efecto Poynting-Robertson es, además, más intenso en las cercanías del Sol y tiende a reducir la excentricidad de las órbitas elípticas.